# Bogda Feng
Bogda Feng (ou Monte Bogda) (chinês tradicional: 博格達峰, chinês simplificado: 博格达峰, pinyin: Bógédá fẽng; cf. em mongol:  Bogd Uul) é o pico mais alto do segmento oriental da cordilheira Tian Shan, na China, com 5445 m de altitude. As suas encostas atingem os 70° a 80° de declive, pelo que só foi escalado muito mais tarde que outras montanhas. É a 18.ª montanha do mundo em proeminência topográfica, apesar de não ser das montanhas de maior altitude.

## Páginas externas
- «Bogda Feng». www.peakbagger.com. Consultado em 19 de junho de 2006
- «Bogda Feng». www.summitpost.org. Consultado em 19 de junho de 2006